# Arceuthobium occidentale
Arceuthobium occidentale là một loài thực vật có hoa trong họ Santalaceae. Loài này được Engelm. ex S.Watson mô tả khoa học đầu tiên năm 1880.